# Koghb
Koghb (in armeno Կողբ?, anche chiamato Koghbi) è un comune dell'Armenia di 4 766 abitanti (2010) della provincia del Tavush.